# Geodia parasitica
Espèce
Synonymes
Isops parasitica
Geodia parasitica est une espèce d'éponges de la famille des Geodiidae.

## Taxonomie
L'espèce est décrite par James Scott Bowerbank en 1873.
Synonyme
- Isops parasitica (Bowerbank, 1873)[1]